# Persone di nome Konrad
| Questa pagina contiene informazioni ricavate automaticamente dalle voci biografiche con l'ausilio del template Bio e di un bot. L'aggiornamento è periodico e automatico e ricostruisce completamente la pagina. Se manca una persona in questa lista, sei pregato di non aggiungerla, ma accertati piuttosto che la sua voce biografica contenga il template Bio e che i dati anagrafici siano correttamente compilati. Se il template Bio manca, inseriscilo tu stesso o, in alternativa, metti l'avviso {{tmp\|Bio}} che ne segnala la mancanza. Se i dati riportati sono sbagliati, correggi direttamente la voce biografica; le modifiche saranno visibili in questa lista entro pochi giorni. Per chiarimenti vedi il progetto antroponimi. La lista contiene solo le 107 persone che sono citate nell'enciclopedia e per le quali è stato implementato correttamente il template Bio. Pagina aggiornata al 22 lug 2025. |

Questa è una lista di persone presenti nell'enciclopedia che hanno il nome Konrad, suddivise per attività principale.

## Allenatori di calcio(2)
- Konrad Fünfstück, allenatore di calcio e dirigente sportivo tedesco (Bayreuth, n. 1980)
- Konrad Weise, allenatore di calcio e ex calciatore tedesco orientale (Greiz, n. 1951)

## Arbitri di calcio(1)
- Konrad Plautz, ex arbitro di calcio austriaco (Navis, n. 1964)

## Architetti(2)
- Rolf Gutbrod, architetto tedesco (Stoccarda, n. 1910 - Dornach, † 1999)
- Konrad Wachsmann, architetto tedesco (Francoforte sull'Oder, n. 1901 - Los Angeles, † 1980)

## Attori(1)
- Konrad Georg, attore tedesco (Magonza, n. 1914 - Amburgo, † 1987)

## Attori teatrali(1)
- Konrad Ernst Ackermann, attore teatrale e impresario teatrale tedesco (Schwerin, n. 1712 - Amburgo, † 1771)

## Aviatori(1)
- Konrad Bauer, aviatore tedesco (Gelsenkirchen, n. 1919 - Gelsenkirchen, † 1990)

## Avvocati(1)
- Konrad Henlein, avvocato e politico tedesco (Maffersdorf, n. 1898 - Plzeň, † 1945)

## Biochimici(1)
- Konrad Emil Bloch, biochimico tedesco (Nysa, n. 1912 - Lexington, † 2000)

## Botanici(1)
- Konrad Hermann Christ, botanico svizzero (Basilea, n. 1833 - Riehen, † 1933)

## Calciatori(19)
- Konrad Dorner, ex calciatore tedesco orientale (Berlino, n. 1938)
- Konrad Ehrbar, calciatore svizzero (n. 1884 - San Gallo, † 1971)
- Konrad Faber, calciatore tedesco (Breisach am Rhein, n. 1997)
- Konrad Forenc, calciatore polacco (Oława, n. 1992)
- Konrad Gruszkowski, calciatore polacco (Rabka-Zdrój, n. 2001)
- Konrad Heidkamp, calciatore tedesco (n. 1905 - † 1994)
- Konrad Walter Herrmann, calciatore svizzero (Diessenhofen, n. 1886 - Sorengo, † 1964)
- Konrad Hirsch, calciatore svedese (Eidskog, n. 1900 - Surte, † 1924)
- Konrad Kornek, calciatore polacco (Luboschütz, n. 1937 - Dormagen, † 2021)
- Konrad Laimer, calciatore austriaco (Salisburgo, n. 1997)
- Konrad Matuszewski, calciatore polacco (Włoszczowa, n. 2001)
- Konrad Michalak, calciatore polacco (Szprotawa, n. 1997)
- Konrad Nowak, calciatore polacco (Katowice, n. 1994)
- Konrad Törnqvist, calciatore svedese (Falköping, n. 1888 - Jonsered, † 1952)
- Konrad Wagner, calciatore tedesco orientale (n. 1932 - † 1996)
- Konrad Warzycha, ex calciatore polacco (Zabrze, n. 1989)
- Konrad Winterstein, ex calciatore tedesco (n. 1927)
- Konrad Wrzesiński, calciatore polacco (Pułtusk, n. 1993)
- Konrad de la Fuente, calciatore statunitense (Miami, n. 2001)

## Canottieri(1)
- Konrad Wasielewski, canottiere polacco (Stettino, n. 1984)

## Cardinali(2)
- Konrad Krajewski, cardinale e arcivescovo cattolico polacco (Łódź, n. 1963)
- Konrad von Preysing Lichtenegg Moos, cardinale e vescovo cattolico tedesco (Moosburg an der Isar, n. 1880 - Berlino, † 1950)

## Cavalieri(1)
- Konrad von Wangenheim, cavaliere tedesco (n. 1909 - Volgograd, † 1953)

## Cestisti(1)
- Konrad Wysocki, ex cestista tedesco (Rzeszów, n. 1982)

## Chirurghi(1)
- Konrad Johann Martin Langenbeck, chirurgo, oculista e anatomista tedesco (Horneburg, n. 1776 - Gottinga, † 1851)

## Combinatisti nordici(1)
- Konrad Winkler, ex combinatista nordico tedesco (n. 1955)

## Compositori di scacchi(1)
- Konrad Bayer, compositore di scacchi ceco (Olomouc, n. 1828 - Olomouc, † 1897)

## Condottieri(1)
- Konrad von Boyneburg, condottiero tedesco (Bischhausen, n. 1494 - Schelklingen, † 1567)

## Criminali(1)
- Konrad Meyer-Hetling, criminale di guerra tedesco (Einbeck, n. 1901 - Einbeck, † 1973)

## Diplomatici(1)
- Claus von Below-Saleske, diplomatico tedesco (Saleske, n. 1866 - Berlino, † 1939)

## Direttori d'orchestra(1)
- Konrad Ruhland, direttore d'orchestra tedesco (Landau an der Isar, n. 1932 - Deggendorf, † 2010)

## Filologi(1)
- Konrad Duden, filologo, linguista e germanista tedesco (Wesel, n. 1829 - Sonnenberg, Wiesbaden, † 1911)

## Filosofi(1)
- Konrad Ott, filosofo e umanista tedesco (Bergkamen, n. 1959)

## Francescani(1)
- Konrad Eubel, francescano e storico tedesco (Sinning, n. 1842 - Würzburg, † 1923)

## Generali(4)
- Konrad von Alberti, generale tedesco (Stoccarda, n. 1894 - Stoccarda, † 1967)
- Konrad von Cochenhausen, generale tedesco (Glogau, n. 1888 - Rossošnoe, † 1941)
- Konrad Krafft von Dellmensingen, generale tedesco (Laufen, n. 1862 - Seeshaupt, † 1953)
- Konrad Valentin von Kaim, generale austriaco (Offenburg, n. 1731 - Udine, † 1801)

## Ginnasti(1)
- Konrad Frey, ginnasta tedesco (Bad Kreuznach, n. 1909 - Bad Kreuznach, † 1974)

## Giornalisti(1)
- Konrad Bartelski, giornalista e ex sciatore alpino britannico (Londra, n. 1954)

## Giuristi(1)
- Konrad Lagus, giurista e umanista tedesco (Danzica, † 1546)

## Hockeisti su ghiaccio(1)
- Konnie Johannesson, hockeista su ghiaccio canadese (Glenboro, n. 1896 - Winnipeg, † 1968)

## Informatici(1)
- Konrad Zuse, informatico e ingegnere tedesco (Berlino, n. 1910 - Hünfeld, † 1995)

## Ingegneri(1)
- Konrad Kyeser, ingegnere militare tedesco (Eichstätt, n. 1366)

## Lottatori(1)
- Fritiof Svensson, lottatore svedese (Bälinge, n. 1896 - Stoccolma, † 1961)

## Matematici(1)
- Konrad Polthier, matematico tedesco (n. 1961)

## Medievisti(1)
- Konrad Hofmann, medievista e filologo tedesco (Monastero di Banz, n. 1819 - Waging am See, † 1890)

## Militari(2)
- Konrad Heubeck, militare tedesco (Alberndorf, n. 1918 - Celle, † 1987)
- Konrad von Jungingen, militare e nobile tedesco (Jungingen - Marienburg, † 1407)

## Musicologi(1)
- Konrad Dryden, musicologo, biografo e baritono statunitense (Pasadena, n. 1963)

## Nobili(3)
- Konrad von Erlichshausen, nobile tedesco († 1449)
- Konrad von Wallenrode, nobile tedesco (Franconia - Malbork, † 1393)
- Konrad Zöllner von Rothenstein, nobile tedesco († 1390)

## Nuotatori(1)
- Konrad Czerniak, nuotatore polacco (Puławy, n. 1989)

## Pattinatori di velocità su ghiaccio(1)
- Konrad Niedźwiedzki, pattinatore di velocità su ghiaccio polacco (Varsavia, n. 1985)

## Pentatleti(1)
- Konrad Miersch, pentatleta tedesco (Bad Freienwalde, n. 1907 - Ljuban', † 1942)

## Pesisti(1)
- Konrad Bukowiecki, pesista polacco (Szczytno, n. 1997)

## Pittori(3)
- Konrad Laib, pittore tedesco (Eislingen)
- Konrad von Soest, pittore tedesco (Dortmund)
- Konrad Witz, pittore tedesco (Rottweil - Basilea)

## Poeti(2)
- Pfaffe Konrad, poeta e prete tedesco
- Konrad von Fußesbrunnen, poeta austriaco

## Politici(3)
- Konrad Adenauer, politico tedesco (Colonia, n. 1876 - Bad Honnef, † 1967)
- Konrad zu Hohenlohe-Schillingsfürst, politico austriaco (Vienna, n. 1863 - Kammern im Liesingtal, † 1918)
- Konrad Keller, politico, imprenditore e agricoltore svizzero (Walzenhausen, n. 1876 - Walzenhausen, † 1952)

## Psichiatri(1)
- Konrad Rieger, psichiatra tedesco (Calw, n. 1855 - Würzburg, † 1939)

## Registi(2)
- Konrad Petzold, regista, sceneggiatore e attore tedesco (Radebeul, n. 1930 - Kleinmachnow, † 1999)
- Konrad Wolf, regista cinematografico e sceneggiatore tedesco (Hechingen, n. 1925 - Berlino, † 1982)

## Sciatori alpini(3)
- Konrad Hari, ex sciatore alpino svizzero (Adelboden, n. 1978)
- Konrad Kurt Ladstätter, ex sciatore alpino italiano (Valdaora, n. 1968)
- Konrad Walk, ex sciatore alpino austriaco (n. 1965)

## Scrittori(2)
- Konrad Bayer, scrittore austriaco (Vienna, n. 1932 - Vienna, † 1964)
- Konrad Weiß, scrittore tedesco (Rauhenbretzingen, n. 1880 - Monaco di Baviera, † 1940)

## Scultori(1)
- Konrad Knoll, scultore tedesco (Bad Bergzabern, n. 1829 - Monaco di Baviera, † 1899)

## Storici(1)
- Konrad Heiden, storico e giornalista tedesco (Monaco di Baviera, n. 1901 - New York, † 1966)

## Storici dell'arte(1)
- Konrad Fiedler, storico dell'arte tedesco (Öderan, n. 1841 - Monaco, † 1895)

## Teologi(2)
- Konrad Schlüsselburg, teologo tedesco (Hessisch Oldendorf, n. 1543 - Stralsund, † 1619)
- Konrad Summerhart, teologo tedesco (n. 1455 - † 1511)

## Tipografi(1)
- Konrad Kachelofen, tipografo e editore tedesco (Varsberg, n. 1450 - Lipsia, † 1529)

## Tiratori a segno(1)
- Konrad Stäheli, tiratore a segno svizzero (Egnach, n. 1866 - San Gallo, † 1931)

## Tiratori a volo(2)
- Konrad Huber, tiratore a volo finlandese (Helsinki, n. 1892 - Helsinki, † 1960)
- Konrad Wirnhier, tiratore a volo tedesco (Pfarrkirchen, n. 1937 - Tegernsee, † 2002)

## Umanisti(4)
- Konrad Adelmann von Adelmannsfelden, umanista tedesco (Neubronn, n. 1462 - Holzheim, † 1547)
- Konrad Pelikan, umanista e teologo tedesco (Rouffach, n. 1478 - Zurigo, † 1556)
- Konrad Peutinger, umanista, antiquario e diplomatico tedesco (Augusta, n. 1465 - Augusta, † 1547)
- Konrad Wimpina, umanista e teologo tedesco (Buchen, n. 1460 - Amorbach, † 1531)

## Vescovi cattolici(3)
- Konrad von Dhaun, vescovo cattolico tedesco (Hochstetten-Dhaun, n. 1380 - Magonza, † 1434)
- Konrad Wilhelm von Wernau, vescovo cattolico tedesco († 1684)
- Konrad Zdarsa, vescovo cattolico tedesco (Hainichen, n. 1944)

## Zoologi(1)
- Konrad Lorenz, zoologo e etologo austriaco (Vienna, n. 1903 - Altenberg, † 1989)

## Senza attività specificata(6)
- Konrad von Feuchtwangen (Baviera, n. 1230 - Praga, † 1296)
- Konrad von Hattstein
- Konrad Kesselhut, tedesco († 1334)
- Konrad Langenegger, carpentiere svizzero (Gais, n. 1749 - Gais, † 1818)
- Konrad von Vietinghoff († 1413)
- Konrad von Mandern, tedesco († 1295)